# Sigrid Valdis
Sigrid Valdis (* 21. September 1935 als Patricia Annette Olson in Bakersfield, Kalifornien; † 14. Oktober 2007 in Anaheim, ebd.) war eine US-amerikanische Schauspielerin.

## Leben
Sigrid Valdis wuchs in Westwood bei Los Angeles auf und modelte bereits als Teenager für Kaufhäuser wie Bullock's und andere.
Nach dem Abschluss der Marymount High School zog sie nach Europa und dann nach New York, wo sie ihre Modelkarriere fortsetzte und mit Stella Adler Schauspiel studierte.
In erster Ehe war sie mit dem Geschäftsmann George Gilbert Ateyeh († 1967) verheiratet. Ihre ältere Tochter Melissa entstammt dieser Ehe.
Bekanntheit erlangte Sigrid Valdis vor allem durch die Rolle der Hilda in der Fernsehserie Ein Käfig voller Helden. Dort lernte sie auch Bob Crane kennen, der in der Serie die Hauptrolle des Colonel Robert Hogan spielte. Am 16. Oktober 1970 heirateten sie am Filmset. Als ein Jahr später ihr gemeinsamer Sohn Robert Scott Crane zur Welt kam, zog sie sich von der Schauspielerei zurück.
Valdis verließ das Gebiet um Los Angeles nach Cranes Tod 1978. Von 1980 bis 2004 lebte sie in Seattle, wo sie und ihr Sohn in der Radiosendung Shaken, Not Stirred mitwirkten, bis sie mit ihren Kindern zurück in ihre Heimat nach Westwood zog.
Sigrid Valdis starb am 14. Oktober 2007 in Anaheim, Kalifornien, im Alter von 72 Jahren an Lungenkrebs. Sie hinterließ ihre beiden Töchter Melissa und Ana, ihren Sohn Scotty sowie eine Enkelin und vier Enkel.

## Filmografie (Auswahl)
- 1962: Two Tickets to Paris
- 1963: Dreimal nach Mexiko (Marriage on the Rocks)
- 1965: Verrückter wilder Westen (The Wild Wild West, Fernsehserie, 2 Folgen)
- 1965–1971: Ein Käfig voller Helden (Hogan’s Heroes, Fernsehserie, 56 Folgen)
- 1966: Derek Flint schickt seine Leiche (Our Man Flint)
- 1967: Mitternacht – Canale Grande (The Venetian Affair)